# Hemtrevnad i kasern
Hemtrevnad i kasern är en svensk komedifilm från 1941 i regi av Gösta Rodin. 

## Handling
Två män håller på att plocka ner skylten "Glada änkan" från fasaden på Malmstads lilla teater. Teatern ska nämligen bli förläggning för en trupp beredskapare. För att hålla beredskaparnas humör uppe ger löjtnant Birger Mandell dem uppgiften att sätta upp en militärrevy. De får hjälp av stadens lottakår med dess chef Ulla Cullberg i spetsen. Cullbergs dotter Eva får en primadonnaroll i revyn, trots att föräldrarna förbjudit henne att delta. Eva klarar uppgiften galant och får sina föräldrars förlåtelse. Hon får även den unge löjtnanten som varit föreställningens regissör.

## Om filmen
Hemtrevnad i kasern spelades in under hösten 1941 i AB Centrumateljéerna i Stockholm. Den producerades av Svea Film och fotades av Erik Bergstrand. För regin stod Rodin och han skrev även manus tillsammans med Sölve Cederstrand. Rodin var också klippare. 
Filmen hade Sverigepremiär den 8 december 1941 i Västerås. Den var en ovanligt lättsam militärfars i ett klimat präglat av Andra världskriget där mestadels allvarliga filmer gjordes om ämnet.

## Rollista
- Carl Hagman – Carl "Hamlet" Fredriksson
- Carl-Gunnar Wingård – polismästare Cullberg
- Tollie Zellman – Ulla Cullberg, chef för lottorna
- Anna-Lisa Baude – fru Söderström
- Annalisa Ericson – Eva Cullberg
- Björn Berglund – löjtnant Mandell
- Rut Holm – Stina Carlson
- Sune Engström – Sune Waldimir
- Ernst Eklund – överste Tamm
- Gösta Bodin – Johansson, handelsresande
- John Melin – teatervaktmästare Johansson
- Gustaf Lövås – Napoleon Svensson
- Einar Andersson – operasångare

## DVD
Filmen gavs ut på DVD 2014.